# Vándor Pufi-díj
A Vándor Pufi-díjat a Madách Színház tagjai kapják.

## A díjról
A díjat a Madách Színház társulata 1992. júniusában Vándor József (Pufi) halála után az emlékére hozta létre, és a társulat tagjainak a titkos szavazása alapján ítélik oda a színház legjobb epizodistájának évente.

## Díjazottak
A díjat évről évre olyan színész kaphatja, aki a színház társulati tagja.
- 1992 – Dengyel Iván[2]
- 1993 – Galbenisz Tomasz[3]
- 1994 – Pádua Ildikó[4]
- 1995 – Bálint György[5]
- 1996 – Juhász Jácint[6]
- 2003 – Crespo Rodrigo[7]